# Peter Schöller
Peter Schöller (* 5. Dezember 1923 in Berlin; † 16. März 1988 in Münster) war ein deutscher Geograph und Hochschullehrer. Seine fachlichen Schwerpunkte lagen in der Stadtgeographie, der Kulturgeographie sowie der Geographie Japans.

## Leben
Peter Schöller wurde in der Villenkolonie Lichterfelde geboren und absolvierte 1942 das Abitur an der Oberschule in Potsdam-Babelsberg. Nach dreijährigem Kriegseinsatz an der Ostfront und mehrmonatiger Kriegsgefangenschaft studierte er ab dem Wintersemester 1946 Geographie, Germanistik, Geschichte und Geologie an der Universität Berlin und ab dem Sommersemester 1948 an der Universität Bonn. Seine akademischen Lehrer waren Norbert Krebs, Hans Stille, Fritz Hartung (Berlin), Hans Cloos, Franz Steinbach und vor allem Carl Troll (Bonn), bei dem er 1951 promovierte. Ab 1952 war Schöller unter Franz Petri wissenschaftlicher Assistent am Provinzialinstitut für westfälische Landes- und Volkskunde in Münster. 1959 habilitierte er sich an der Universität Münster. 1961 wurde Schöller als Nachfolger Petris zum wissenschaftlichen Direktor des Provinzialinstituts und zum Dozenten der Universität Münster ernannt. Ab 1964 war er ordentlicher Professor für Geographie an der neu gegründeten Ruhr-Universität Bochum. Rufe nach Hamburg (1964), Wien (1971) und München (1974) lehnte er ab. 1984 wurde Schöller als korrespondierendes Mitglied in die Österreichische Akademie der Wissenschaften aufgenommen.

## Schriften  (Auswahl)

### Monographien
- Peter Schöller: Die rheinisch-westfälische Grenze zwischen Ruhr und Ebbegebirge: ihre Auswirkungen auf die Sozial- und Wirtschaftsräume und die zentralen Funktionen der Orte. (= Forschungen zur deutschen Landeskunde. Bd. 72). Verl. des Amtes f. Landeskunde, Remagen (1953).
- Peter Schöller: Der Fall Löwen und das Weißbuch. Eine kritische Untersuchung der deutschen Dokumentation über die Vorgänge in Löwen vom 25. bis 28. August 1914. Böhlau Verlag, Köln 1958. Mit einer Erklärung deutscher und belgischer Historiker zum Problem und einer Einführung von Franz Petri.
- Peter Schöller: Die deutschen Städte. (= Erdkundliches Wissen. Bd. 17). F. Steiner, Wiesbaden (1967).

### Sammelbände
- Peter Schöller (Hrsg.): Allgemeine Stadtgeographie. (= Wege der Forschung Bd. 181) Wissenschaftliche Buchgesellschaft, Darmstadt (1969).
- Peter Schöller (Hrsg.): Zentralitätsforschung. (= Wege der Forschung Bd. 301) Wissenschaftliche Buchgesellschaft, Darmstadt (1972).
- Peter Schöller, Heiner Dürr, Eckart Dege (Hrsg.): Ostasien. (= Fischer Länderkunde. Bd. 1). Fischer-Taschenbuch-Verlag, Frankfurt am Main (1978).

### Aufsätze
- Peter Schöller: Aufgaben und Probleme der Stadtgeographie. In: Erdkunde. Bd. 7 (1953), H. 3, S. 161–184, doi:10.3112/erdkunde.1953.03.01.
- Peter Schöller: Wege und Irrwege der politischen Geographie und Geopolitik. In: Erdkunde. Bd. 11 (1957), H. 1, S. 1–20, doi:10.3112/erdkunde.1957.01.01.